# Гезинци
Гезинци су насељено место у општини Подравска Мославина, Осјечко-барањска жупанија, Хрватска.

## Историја
До територијалне реорганизације у Хрватској били су у саставу старе општине Доњи Михољац.

## Становништво
У попису становништва из 2011. године, Гезинци су имали 33 становника.
| Број становника према пописима | Број становника према пописима | Број становника према пописима | Број становника према пописима | Број становника према пописима | Број становника према пописима | Број становника према пописима | Број становника према пописима | Број становника према пописима | Број становника према пописима | Број становника према пописима | Број становника према пописима | Број становника према пописима | Број становника према пописима | Број становника према пописима | Број становника према пописима |
| ------------------------------ | ------------------------------ | ------------------------------ | ------------------------------ | ------------------------------ | ------------------------------ | ------------------------------ | ------------------------------ | ------------------------------ | ------------------------------ | ------------------------------ | ------------------------------ | ------------------------------ | ------------------------------ | ------------------------------ | ------------------------------ |
| 1857                           | 1869                           | 1880                           | 1890                           | 1900                           | 1910                           | 1921                           | 1931                           | 1948                           | 1953                           | 1961                           | 1971                           | 1981                           | 1991                           | 2001                           | 2011                           |
| 0                              | 0                              | 0                              | 7                              | 11                             | 4                              | 7                              | 6                              | 60                             | 88                             | 59                             | 65                             | 66                             | 64                             | 46                             | 33                             |

Напомена: Од 1890. до 1961. исказивано као део насеља. Од 1971. Исказује се као самостално насеље настало издвајањем дела насеља Крченик.

### Попис1991.
У попису становништва из 1991. године, Гезинци је имало 64 становника, следећег националног састава:
| Попис 1991.‍ | Попис 1991.‍ | Попис 1991.‍ | Попис 1991.‍ | Попис 1991.‍ |
| ----------- | ----------- | ----------- | ----------- | ----------- |
|             |             |             |             |             |
| Хрвати      | Хрвати      |             | 30          | 46,87%      |
| Срби        | Срби        |             | 29          | 45,31%      |
| Југословени | Југословени |             | 5           | 7,81%       |
| укупно: 64  |             |             |             |             |